# باول مورينو
باول مورينو (بالإسبانية: Paul Rene Moreno)‏ (1 سبتمبر 1962 في المكسيك - ) هو لاعب كرة قدم مكسيكي في مركز الوسط. شارك مع منتخب المكسيك لكرة القدم. أما مع النوادي، فقد لعب مع نادي بويبلا ونادي غوادالاخارا ونادي كوريكامينوس ‏.

## وصلات خارجية
- باول مورينو على موقع الاتحاد الدولي (مؤرشف)  (الإنجليزية)
- باول مورينو على موقع قاعدة بيانات كرة القدم.إي يو (الإنجليزية)
- باول مورينو على موقع ناشيونال فوتبول تيمز (الإنجليزية)